# Naomi Ōsaka
Naomi Ōsaka (大坂 なおみ?, Ōsaka Naomi; Osaka, 16 ottobre 1997) è una tennista giapponese.
Nel corso della carriera si è aggiudicata sette titoli WTA su dodici finali disputate, vincendo quattro tornei del Grande Slam: gli US Open nel 2018 e nel 2020 e gli Australian Open nel 2019 e nel 2021. In seguito al primo successo australiano, il 28 gennaio 2019 è diventata la prima asiatica a raggiungere il primo posto del ranking mondiale. È stata la prima giapponese a vincere un titolo Slam e la terza nell'era Open a qualificarsi per le WTA Finals.
Nel 2019, nel 2020, nel 2021 e nel 2022 è stata l'atleta donna più pagata dell'anno, incassando rispettivamente 37, 60, 57,3 e 53,2 milioni di dollari.
Il 23 luglio 2021, alle Olimpiadi di Tokyo 2020, è stata la tedofora che ha acceso il braciere olimpico.

## Biografia
È figlia di Leonard François, originario di Haiti, e di Tamaki Ōsaka, una giapponese dell'isola di Hokkaidō, dove i due si erano conosciuti nel periodo in cui François studiava a New York. Si sposano ma vengono ostacolati dal padre di lei e si trasferiscono a Ōsaka, dove nel 1997 nasce Naomi. A lei e alla sorella Mari, che a sua volta sarà una tennista professionista, viene assegnato il cognome Ōsaka per facilitarne l'integrazione in una società che può essere ostile con gli stranieri, in virtù della legge giapponese che consente ai figli di una donna locale e di un uomo straniero di prendere il cognome della madre.
Nel 2000 la famiglia si trasferisce a Valley Stream, località di Long Island nello stato di New York, nella casa dei genitori di François. Cresce in una comunità haitiana e assorbe quella cultura, oltre a quella giapponese della madre e, in misura minore, quella statunitense. Leonard François segue i match disputati dalle sorelle Williams all'Open di Francia 1999 e, nonostante non l'avesse mai praticato prima, decide di insegnare il tennis alle proprie figlie prendendo come modello Richard Williams, padre delle due campionesse statunitensi, che a sua volta aveva iniziato ad allenarle senza avere esperienze in materia. È così che Naomi Ōsaka inizia a giocare all'età di tre anni insieme alla sorella.
Nel 2006 la famiglia si sposta nel sud della Florida, dove si allenano molte delle migliori giovani tenniste statunitensi. Si stabiliscono nella contea di Broward nella quale vive una folta comunità haitiana. Passano il tempo ad allenarsi tra loro e vengono tenute ai margini dell'ITF Junior Circuit.
Nonostante sia cresciuta soprattutto negli Stati Uniti, quando diventa professionista il padre sceglie per lei che rappresenti il Giappone, pensando che in questo modo avrebbe avuto più opportunità. Ha avuto sia la cittadinanza giapponese sia quella degli Stati Uniti, dove ha vissuto insieme alla famiglia dall'età di tre anni. Capisce bene il giapponese ma lo parla poco in pubblico, e alle domande dei giornalisti suoi connazionali preferisce rispondere in inglese. Nel 2019 rinuncia alla cittadinanza statunitense a causa delle leggi del Paese del Sol Levante che concedono ai cosiddetti hāfu di mantenere la doppia cittadinanza solo fino ai 22 anni.
Dopo il trionfo agli US Open 2018 è diventata un idolo ad Haiti e in Giappone. Ammirata in tutto il mondo, ha polarizzato l'attenzione dei maggiori sponsor diventando l'atleta donna più pagata in un singolo anno nella storia dello sport. L'improvvisa fama non ha mutato il suo carattere schivo e rispettoso. Al Roland Garros 2021 ha dichiarato di soffrire di ansia e depressione.

### Iniziative oltre al tennis
È molto legata alle proprie origini haitiane ed è orgogliosa di essere una donna nera. È molto attiva nel movimento Black Lives Matter, nato in seguito ai numerosi omicidi di persone di colore da parte della polizia statunitense. Durante gli US Open 2020 è scesa in campo 7 volte ogni volta con una mascherina diversa recante il nome di una diversa vittima: nella finale da lei vinta ha reso omaggio a Tamir Rice, ragazzo di 12 anni morto per un proiettile sparato dalla polizia di Cleveland nel 2014. Ha reso omaggio anche a George Floyd, vittima qualche mese prima del caso di ingiustizia sociale che ha scosso gli Stati Uniti.
Nel febbraio 2020 Netflix annuncia la realizzazione di un documentario basato sulla vita della tennista. Il programma, intitolato semplicemente Naomi Osaka e suddiviso in tre episodi, viene distribuito sulla piattaforma dal 16 luglio 2021.

## Vita privata
Dal 2019 è sentimentalmente legata al rapper statunitense Cordae, con il quale ha avuto una figlia. I due si separano nel 2025.

## Team
È stata allenata dal 2018 al febbraio 2019 da Sascha Bajin, famoso per essere stato nei box di Serena Williams, Viktoryja Azaranka e Caroline Wozniacki. Successivamente si affida a Jermaine Jenkis, coach di Venus Williams, per poi riprendere ad allenarsi con il padre e vincere due titoli a fine 2019. Per la stagione 2020 sceglie come coach Wim Fissette, che in passato ha lavorato con tenniste del calibro di Jennifer Capriati e Mary Joe Fernández. A partire dal termine dell'estate 2024, il suo nuovo coach è Patrick Mouratoglu.

## Carriera

### 2012-2014: prime finali ITF ed esordi nel circuito maggiore
Debutta nel circuito ITF nel marzo 2012 con una sconfitta a Clearwater (Florida). Il mese successivo, alla sua seconda apparizione, vince il primo incontro da professionista nelle qualificazioni del torneo di Jackson. In luglio supera le qualificazioni a Evansville e vince il primo incontro in un tabellone principale, guadagnando il primo punto nel ranking WTA. In settembre raggiunge la sua prima semifinale ITF ad Amelia Island e viene sconfitta dalla sorella Mari per 6-2 6-3. Chiude l'anno alla posizione nº 1028 del ranking.
Nell'aprile 2013 viene sconfitta 4-6, 4-6 dalla nº 101 del mondo Mónica Puig al secondo turno dell'ITF da $25.000 di Pelham. A fine maggio supera le qualificazioni a El Paso e il 2 giugno disputa la prima finale ITF in carriera, dove viene battuta da Sanaz Marand in 2 set. Grazie a questo risultato guadagna 260 posizioni nel ranking salendo alla nº 532. A settembre gioca per la prima volta le qualificazioni di un torneo WTA a Quebec-City e viene sconfitta al primo incontro. Partecipa anche alle qualificazioni del torneo WTA di Tokyo e anche in questo caso esce di scena subito per mano di Sílvia Soler Espinosa. In ottobre supera in tre set la nº 107 WTA Michelle Larcher de Brito al primo turno dell'ITF da $50.000 di New Braunfels ed esce al secondo turno. Conclude il 2013 alla posizione nº 415 della classifica mondiale.
Nel febbraio 2014 viene sconfitta al primo turno delle qualificazioni del torneo WTA di Acapulco da Ashleigh Barty. Subito dopo perde la sua seconda finale ITF nel torneo messicano di Irapuato, dove esce sconfitta da Indy de Vroome in 3 parziali. Vince i suoi primi incontri nelle qualificazioni di un torneo WTA a fine luglio a Stanford battendo Alla Kudrjavceva e Petra Martić e si qualifica per la prima volta a un tabellone principale del circuito maggiore. Al primo turno elimina a sorpresa la nº 19 ed ex nº 4 del mondo Sam Stosur, conseguendo la prima vittoria nel circuito WTA. Nel turno seguente viene eliminata da Andrea Petković. Dopo questo exploit raggiunge la top 300. In ottobre raggiunge il secondo turno al WTA International di Ōsaka e cede in 3 set alla nº 31 WTA Elina Svitolina. Termina l'annata alla 260ª posizione, dopo essere stata 238ª in ottobre. 

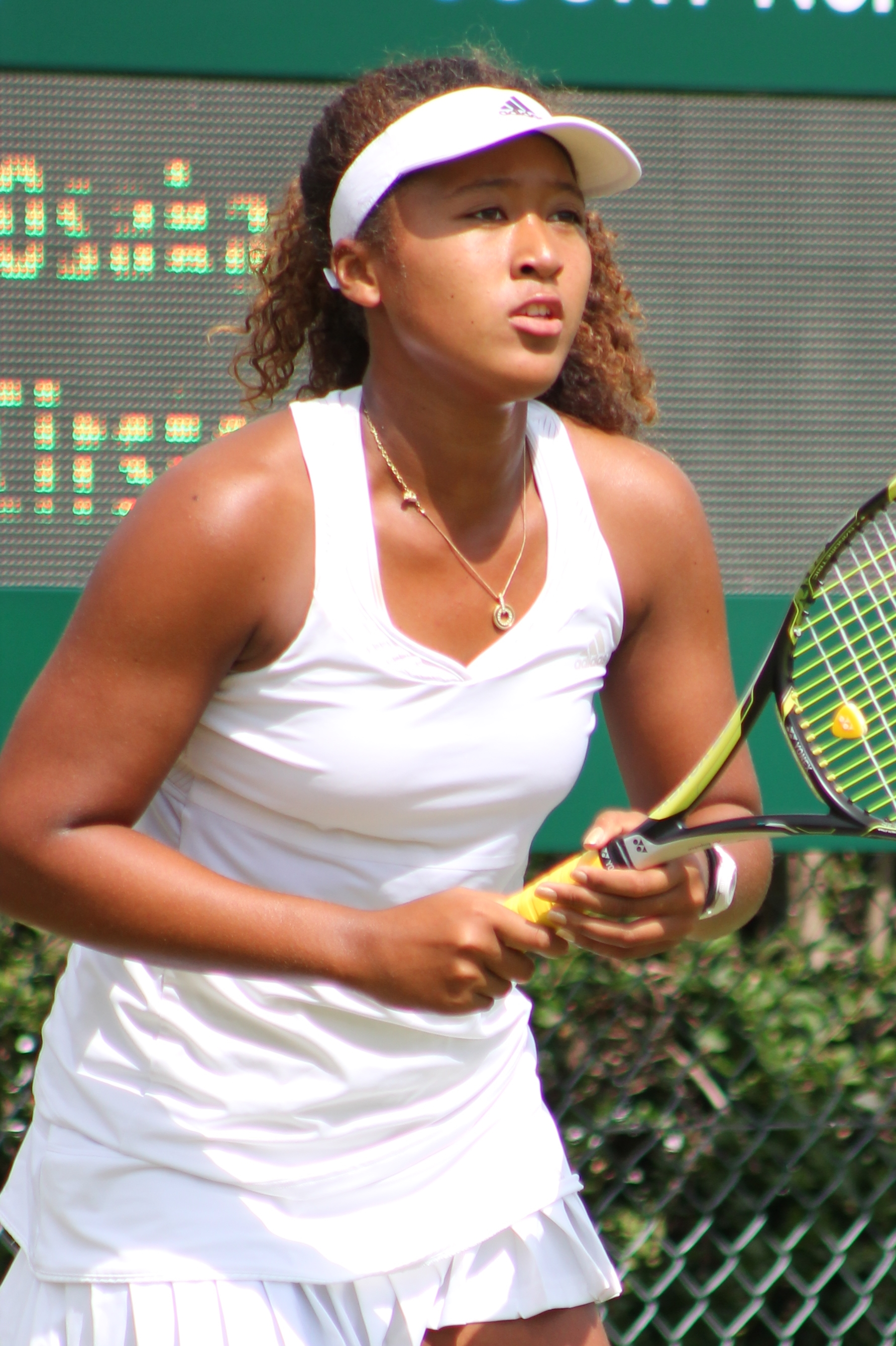
Naomi a Wimbledon 2015

### 2015: prima finale in un WTA 125s e top 150
Nel 2015 gioca con maggiore frequenza nel circuito WTA e disputa nel circuito ITF solo tornei con montepremi minimo di $50.000. Dopo i quarti raggiunti in gennaio a Hong Kong, nel torneo ITF da $100.000 di Midland in febbraio supera per la prima volta una top 100, la nº 87 Nicole Gibbs, sconfitta in 3 set prima di cedere il passo nei quarti a Louisa Chirico. Si ferma al primo turno nelle successive qualificazioni al WTA di Acapulco, battuta da Urszula Radwańska. Il 3 maggio perde la finale del torneo ITF di Gifu dopo aver eliminato al primo turno un'altra top 100, la nº 96 WTA Wang Qiang. In giugno perde un'altra finale ITF a Surbiton, questa volta contro Vitalia Diatchenko, e a fine torneo si trova per la prima volta nella top 200 del ranking. In giugno fa la sua prima esperienza in un torneo del Grande Slam alle qualificazioni di Wimbledon e viene subito eliminata da Sorana Cîrstea. Agli US Open vince il primo incontro delle qualificazioni ma viene sconfitta al secondo da Johanna Konta. In novembre raggiunge la sua prima finale WTA 125s a Hua Hin dopo aver eliminato nel corso del torneo le top 100 Evgeniya Rodina e in semifinale Nao Hibino; nell'atto conclusivo cede a Jaroslava Švedova con il punteggio di 4-6, 7-6, 4-6; il giorno dopo ritocca il miglior ranking alla posizione nº 157 e chiude la stagione alla nº 144.

### 2016: prima finale in un WTA Premier e top 40
Nel 2016 abbandona il circuito ITF e si concentra sui tornei del circuito maggiore. In gennaio fa il suo esordio nel main draw di uno Slam all'Australian Open, supera le qualificazioni e nel tabellone principale estromette Donna Vekić e la nº 21 WTA Elina Svitolina senza perdere alcun set, al terzo turno raccoglie solo 2 giochi contro Viktoryja Azaranka. Entra nella top 100 il 4 aprile dopo il terzo turno raggiunto nel prestigioso Miami Open, nel quale infligge al secondo turno un pesante 6-1, 6-3 alla nº 18 del mondo Sara Errani. Raggiunge il terzo turno anche al Roland Garros eliminando Jeļena Ostapenko e Mirjana Lučić-Baroni, viene eliminata dalla nº 6 del mondo Simona Halep dopo averle strappato il primo set. È costretta a dare forfait a Wimbledon per un infortunio che la costringe per un mese fuori dal circuito. Dopo i quarti disputati a inizio agosto alla Brasil Tennis Cup in cui era testa di serie nº 8, raggiunge il terzo turno anche agli US Open eliminando la top 30 Coco Vandeweghe e Duan Yingying; contro la nº 9 del mondo Madison Keys si trova avanti per 5-1 nel terzo set, ma subisce una clamorosa rimonta e perde al tiebreak. Nel torneo di Tokyo raggiunge la sua prima finale WTA Premier superando nell'ordine Misaki Doi, la nº 12 WTA Dominika Cibulková, Aljaksandra Sasnovič e in semifinale la nº 20 Elina Svitolina; la gioia del primo titolo le viene negata dalla ex numero uno del mondo Caroline Wozniacki, che si impone per 7-5, 6-3; questo risultato la proietta nella Top 50 e chiude l'anno al 48º posto dopo essere stata 40ª in ottobre. A fine stagione, le colleghe della WTA le assegnano il premio riservato all'esordiente dell'anno.

### 2017: prime vittorie su giocatrici top 10
Costretta al ritiro durante il match di terzo turno all'esordio stagionale a Auckland, viene sconfitta seccamente da Johanna Konta al secondo turno dell'Australian Open. Nei tornei successivi non supera mai il terzo turno e al Roland Garros esce al primo turno per mano della qualificata Alison Van Uytvanck. Dopo i successi nei primi turni a Wimbledon su Sara Sorribes Tormo e sulla nº 23 WTA Barbora Strýcová, viene eliminata al terzo turno dalla futura finalista Venus Williams. Costretta al ritiro nel terzo turno del Premier 5 di Toronto, si presenta due settimane dopo agli US Open e al primo turno ottiene la più importante vittoria di inizio carriera e primo successo su una top 10 sulla campionessa uscente e nº 6 del mondo Angelique Kerber, alla quale concede solo 4 giochi. Elimina quindi Denisa Allertová per poi venire sconfitta a sorpresa dalla qualificata Kaia Kanepi. Subisce 4 sconfitte consecutive al primo turno dei tornei successivi, si riscatta all'Hong Kong Open prendendosi la rivincita sulla nº 5 del mondo Venus Williams, battuta per 7-5, 6-2, per poi venire sconfitta nei quarti dalla futura trionfatrice del torneo Anastasija Pavljučenkova. I risultati del 2017 sono inferiori a quelli conseguiti nella stagione precedente e a fine anno si ritrova 68ª nel ranking WTA. È di quel periodo l'inizio della collaborazione con Sascha Bajin, l'ex coach di Serena Williams, al quale molti esperti attribuiscono buona parte dei meriti nei progressi della campionessa giapponese nel 2018.

### 2018: vittoria a Indian Wells, primo US Open e Top 5

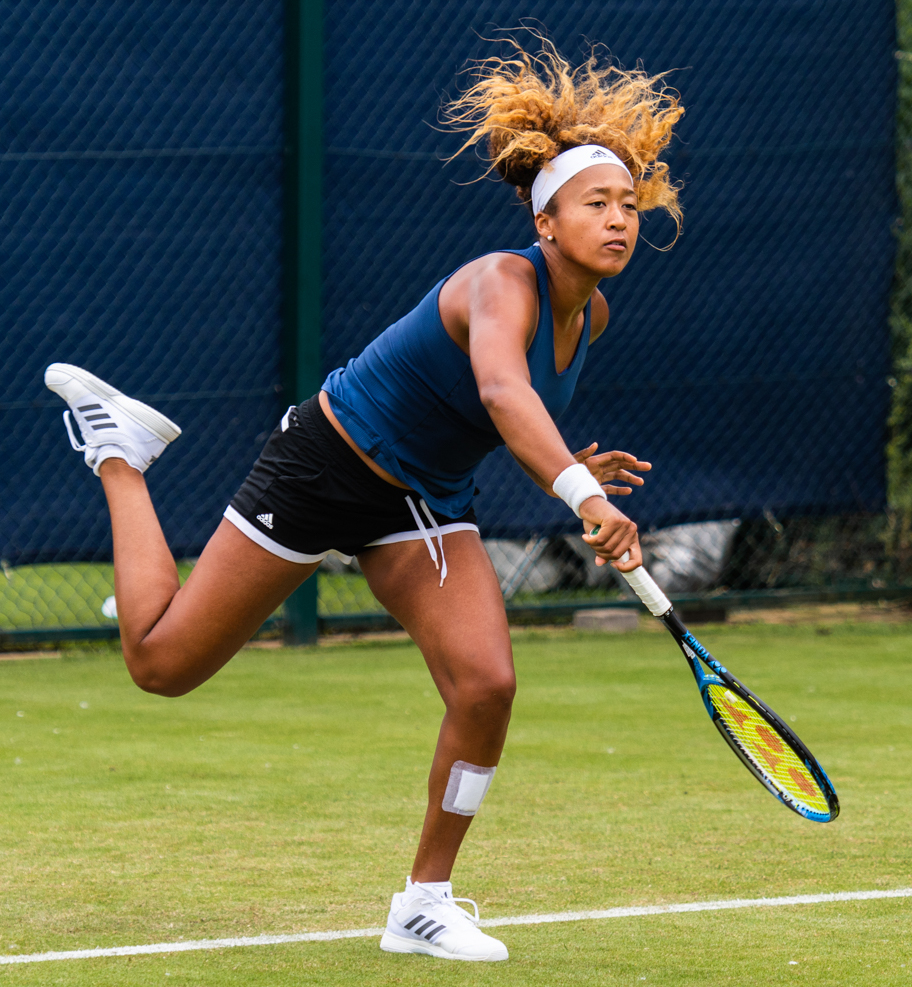
Osaka in allenamento nel 2018

Fa il suo esordio stagionale a Hobart con la sconfitta in due set patita al primo turno contro Julija Putinceva. Nei primi incontri degli Australian Open supera in due set nell'ordine Kristína Kučová e le top 20 Elena Vesnina e Ashleigh Barty, al quarto turno viene eliminata dalla futura finalista e nº 1 al mondo Simona Halep in due parziali. A Doha esce di scena al secondo turno per mano della testa di serie nº 13 Anastasija Sevastova. A Dubai soccombe nei quarti alla futura vincitrice del torneo Elina Svitolina. Si presenta a Indian Wells da nº 44 del mondo e si spinge fino alla finale, la prima in un Premier Mandatory, sconfiggendo Marija Šarapova con un doppio 6-4, Agnieszka Radwańska per 6-3, 6-2, Sachia Vickery con un doppio 6-3 e Maria Sakkarī per 6-1, 5-7, 6-1; nei quarti ha la meglio contro la nº 5 WTA Karolína Plíšková per 6-2, 6-3 e in semifinale infligge alla nº 1 del mondo Simona Halep un eloquente 6-3, 6-0. In finale batte Dar'ja Kasatkina per 6-3, 6-2 e conquista il suo primo titolo in 6 anni di carriera professionistica, che le vale la 22ª posizione del ranking.
Nel torneo successivo di Miami supera al primo turno con facilità Serena Williams, ancora in rodaggio dopo la recente maternità, per poi arrendersi in due parziali a Elina Svitolina. A Charleston sconfigge in due set Jennifer Brady e Laura Siegemund e cede al terzo a Julia Görges. Nei Premier di Madrid e Roma viene eliminata rispettivamente al primo turno da Zhang Shuai e al secondo da Simona Halep, che le concede un solo gioco. Al Roland Garros è per la prima volta tra le teste di serie in uno Slam, la nº 21, e raggiunge il terzo turno battendo Sofia Kenin e Zarina Dijas; viene quindi sconfitta in due set da Madison Keys. Grazie a questo risultato fa il suo ingresso nella top 20, alla 18ª posizione. A Nottingham elimina Sachia Vickery, Denisa Allertová e Mihaela Buzărnescu, viene sconfitta in due set in semifinale da Ashleigh Barty. A Birmingham supera in due set Katie Boulter, ma si ritira nel match contro Dalila Jakupovič dopo aver perso il primo set. A Wimbledon è testa di serie nº 18 e sconfigge Monica Niculescu e Katie Boulter, viene eliminata in due set dalla futura campionessa Angelique Kerber. Nei tornei preparatori allo US Open ottiene scarsi risultati, viene eliminata al secondo turno da Magda Linette a Washington ed esce al primo turno a Montréal e Cincinnati.

#### Prima storica vittoria agli US Open

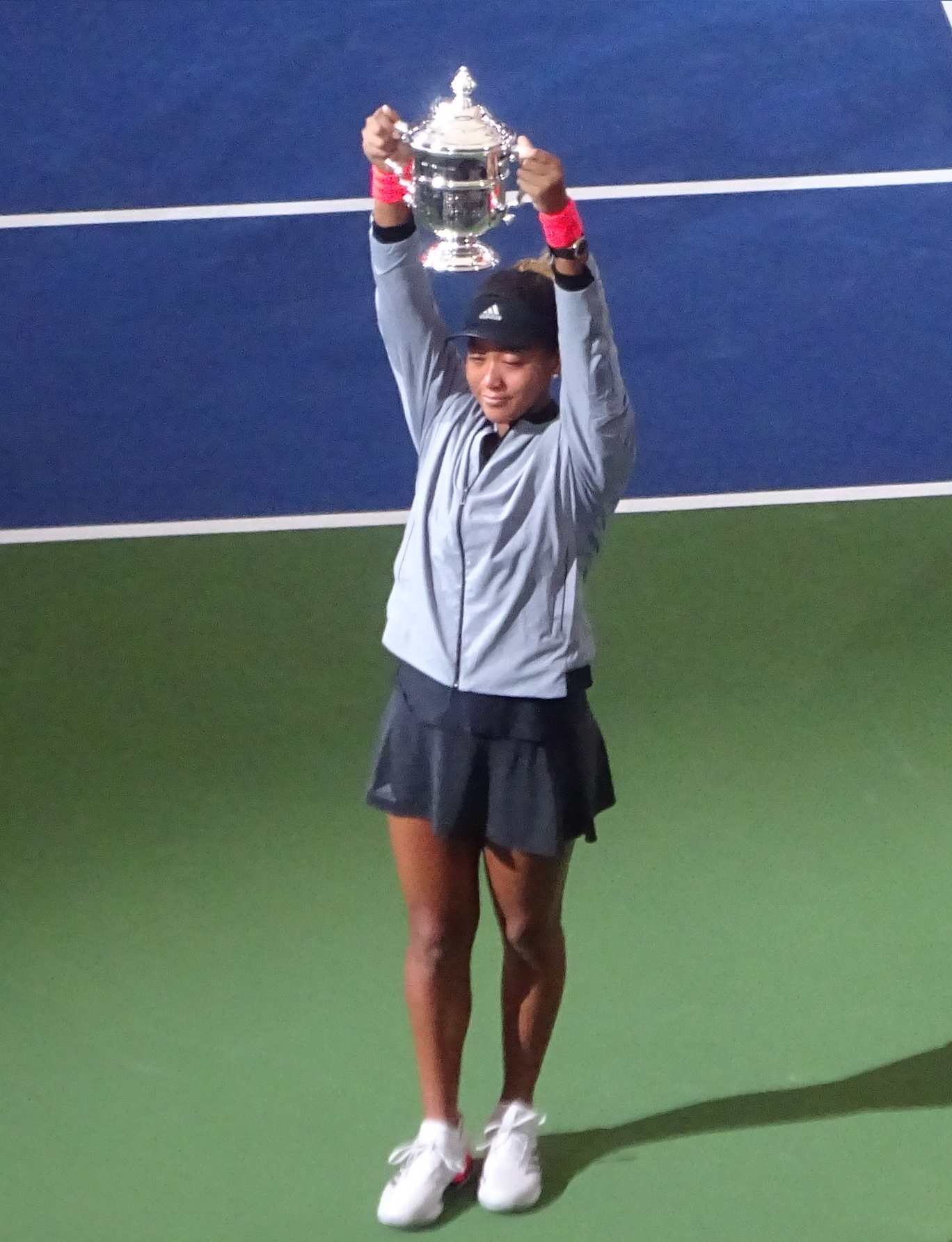
Ōsaka vincitrice dello US Open 2018, suo primo Slam in carriera

Viene accreditata della ventesima testa di serie nel quarto e ultimo Slam stagionale, lo US Open; nei primi turni elimina nell'ordine Laura Siegemund per 6-3, 6-2, Julia Glushko per 6-2, 6-0 e Aljaksandra Sasnovič con un doppio 6-0 (la sua miglior vittoria in carriera). Raggiunge così per la prima volta il quarto turno in uno Slam e ha la meglio su Aryna Sabalenka per 6-3, 2-6, 6-4, nei quarti dispone di Lesja Curenko con un doppio 6-1 e diventa la prima giapponese a giocarsi una semifinale Slam da quando Kimiko Date ci era riuscita nel torneo di Wimbledon 1996. Con il grande torneo in singolare che stava disputando il connazionale Kei Nishikori, il Giappone ha per la prima volta due semifinalisti in un Major. La semifinale la vede opposta alla finalista del 2017 Madison Keys, contro la quale si impone per 6-2, 6-4 e diventa la prima nipponica a disputare una finale Slam. L'ultimo ostacolo è Serena Williams, sei volte campionessa a New York, che viene battuta per 6-2, 6-4; Ōsaka diventa quindi la prima giapponese a vincere una prova del Grande Slam. Gli unici giapponesi a riuscirci in precedenza erano stati negli Slam di tennis in carrozzina.
Il match è ricordato anche per le proteste di Serena Williams quando il giudice di sedia Carlos Ramos le assegna un punto di penalità (point penality) per aver fracassato la racchetta, dopo che le aveva dato un'ammonizione (warning) per coaching; a quel punto l'americana accusa Ramos di essere un ladro e viene punita con un game di penalità (game penalty) per abuso verbale, Ōsaka passa a condurre 5-3 e chiude il set per 6-4 aggiudicandosi l'incontro. Nel corso della cerimonia di premiazione, Ōsaka viene fischiata e Serena Williams chiede ai tifosi di applaudirla. Durante il discorso rituale, la giapponese dichiara: «So che siete venuti qui per vedere lei vincere e mi dispiace che sia finita così. Volevo solo ringraziarvi per essere venuti a vedere il match. Il mio sogno è sempre stato quello di giocare contro Serena in finale agli US Open e sono felice di averlo realizzato. Grazie». A fine torneo sale di dodici posizioni nel ranking mondiale arrivando al 7º posto, entrando per la prima volta tra le top 10.

#### Prima partecipazione alle WTA Finals
Inizia la tournée asiatica a Tokyo con la testa di serie nº 3, usufruisce di un bye al primo turno e raggiunge la finale senza perdere alcun set imponendosi su Dominika Cibulková, Barbora Strýcová e Camila Giorgi; la striscia di 10 incontri vinti consecutivamente viene interrotta dalla nº 8 del mondo Karolína Plíšková, che le infligge un doppio 4-6 e la scavalca nel ranking. Al successivo torneo di Pechino supera in due set Zarina Dijas, Danielle Collins e la nº 9 WTA Julia Görges; perde il primo set del torneo nei quarti ma prevale su Zhang Shuai e viene sconfitta in semifinale da Anastasija Sevastova, ma il risultato le permette di qualificarsi per le WTA Finals, terza giapponese a riuscirci nell'Era Open. Continua inoltre la scalata in classifica, posizionandosi 4ª nel ranking. Nel round-robin delle Finals di Singapore viene sconfitta prima da Sloane Stephens per 5-7 6-4 1-6 e poi da Angelique Kerber per 4-6 7-5 4-6; potrebbe ancora passare il turno in caso di vittoria nel terzo match ma è costretta al ritiro per problemi alla schiena dopo aver perso 3-6 il primo set contro Kiki Bertens. Chiude l'anno alla 5ª posizione del ranking con due titoli su tre finali disputate.

### 2019: vittoria agli Australian Open e numero uno al mondo
A Brisbane riceve un bye al primo turno, al secondo supera agevolmente Destanee Aiava e al terzo ha ragione in rimonta su Anastasija Sevastova; viene sconfitta in due set in semifinale da Lesja Curenko. Grazie a tale risultato risale alla 4ª posizione della classifica. Agli Australian Open è testa di serie nº 4 e nei primi turni elimina in due set Magda Linette e Tamara Zidanšek. Al terzo sconfigge Hsieh Su-wei in tre set dopo essersi trovata sotto di un set e 1-4 nel secondo. Al quarto turno vince ancora in rimonta su Anastasija Sevastova per 4-6 6-3 6-4. Nei quarti concede solo 5 giochi alla nº 7 del mondo Elina Svitolina e in semifinale supera la nº 8 Karolína Plíšková con il punteggio di 6-2 4-6 6-4. Nell'ultimo atto si impone su Petra Kvitová con il punteggio di 7–6(2) 5-7 6-4. A fine torneo si trova per la prima volta alla 1ª posizione del ranking mondiale, prima asiatica a riuscire nell'impresa e 26ª tennista nell'era Open a raggiungere il vertice. È la prima volta dal 2001 che una tennista vince consecutivamente uno Slam dopo essersi aggiudicata il primo in carriera, mentre era dal 2015 che una tennista non ne vinceva due di fila.
Due settimane più tardi si presenta per la prima volta come testa di serie nº 1 in un torneo WTA a Dubai e viene eliminata a sorpresa all'esordio dalla nº 67 WTA Kristina Mladenovic. A Indian Wells, dove è campionessa uscente, si prende la rivincita sulla Mladenovic e si impone su Danielle Collins prima di venire eliminata al quarto turno da Belinda Bencic per 3-6 1-6. Nel successivo torneo di Miami batte Yanina Wickmayer e al terzo turno viene sconfitta in rimonta da Hsieh Su-wei. A Stoccarda elimina in due set la stessa Hsieh e Donna Vekić al tiebreak del terzo set che stava perdendo per 5 giochi a 2. È costretta a dare forfait prima della semifinale con Anett Kontaveit. Nel Premier Mandatory di Madrid si ferma ai quarti di finale sconfitta in tre set da Belinda Bencic, dopo che aveva eliminato Dominika Cibulková, Sara Sorribes Tormo e Aljaksandra Sasnovič. Anche a Roma raggiunge i quarti di finale e un infortunio al pollice la costringe ad abbandonare il torneo prima del match con Kiki Bertens. Delude le aspettative al Roland Garros, dove supera in tre set Anna Karolína Schmiedlová e Viktoryja Azaranka, ma cede sorprendentemente alla nº 42 WTA Kateřina Siniaková in due set. Nei tornei sull'erba viene estromessa da Yulia Putintseva sia a Birmingham che a Wimbledon, rispettivamente al secondo e primo turno. Dopo Birmingham cede la 1ª posizione del ranking mondiale a Ashleigh Barty.
A Toronto viene battuta in due set nei quarti da Serena Williams ma scavalca in vetta alla classifica Ashleigh Barty, che era stata sconfitta all'esordio nel torneo. Anche a Cincinnati centra i quarti ed è costretta al ritiro nel terzo set del match contro Sofia Kenin. Agli US Open è chiamata a difendere il titolo conquistato l'anno precedente e dopo aver superato Anna Blinkova, Magda Linette e Coco Gauff perde per la terza volta di fila in stagione contro Belinda Bencic, che si impone in due set. A fine torneo scivola alla quarta posizione del ranking.
Nel successivo Toray Pan Pacific Open, disputato nel 2019 nella sua città natale Ōsaka, si aggiudica il quarto titolo in carriera superando Viktorija Tomova, Julija Putinceva, Elise Mertens e nell'ultimo atto Anastasija Pavljučenkova senza cedere nemmeno un set. Diventa la seconda nipponica a vincere il prestigioso torneo ventiquattro anni dopo Kimiko Date. Prende parte al Premier Mandatory di Pechino e sconfigge in due set nell'ordine Jessica Pegula, Andrea Petković e Alison Riske. Nei quarti di finale interrompe la striscia di 17 vittorie consecutive di Bianca Andreescu, fresca vincitrice dello US Open, imponendosi in tre set. In semifinale concede solo 6 giochi alla campionessa uscente Caroline Wozniacki e in finale sconfigge la nº 1 mondiale Ashleigh Barty con il punteggio di 3-6 6-3 6-2. Si qualifica per il secondo anno consecutivo alle WTA Finals, che dal 2019 si disputano a Shenzhen, e vince il suo primo incontro in assoluto nella manifestazione superando per 7–6(1), 4–6, 6–4 al primo turno del round robin la nº 6 WTA Petra Kvitová, prima di ritirarsi dal torneo per un infortunio alla spalla destra. Chiude la stagione al terzo posto della classifica.

### 2020: secondo US Open e rientro in top 3
Inaugura la nuova stagione a Brisbane con tre vittorie in tre set su Maria Sakkarī, Sofia Kenin e Kiki Bertens, in semifinale spreca un match-ball e si arrende al terzo set alla futura campionessa Karolína Plíšková. All'Australian Open è campionessa in carica e nei primi turni supera in due set Marie Bouzková e Zheng Saisai; esce dal torneo per mano della quindicenne Cori Gauff, che si impone con il punteggio di 6-3 6-4. Al termine del torneo retrocede alla 10ª posizione del ranking. Delude anche nella sfida che il Giappone perde 3-1 con la Spagna valida per il turno di qualificazione di Fed Cup raccogliendo 3 soli giochi contro la nº 78 del ranking Sara Sorribes Tormo.

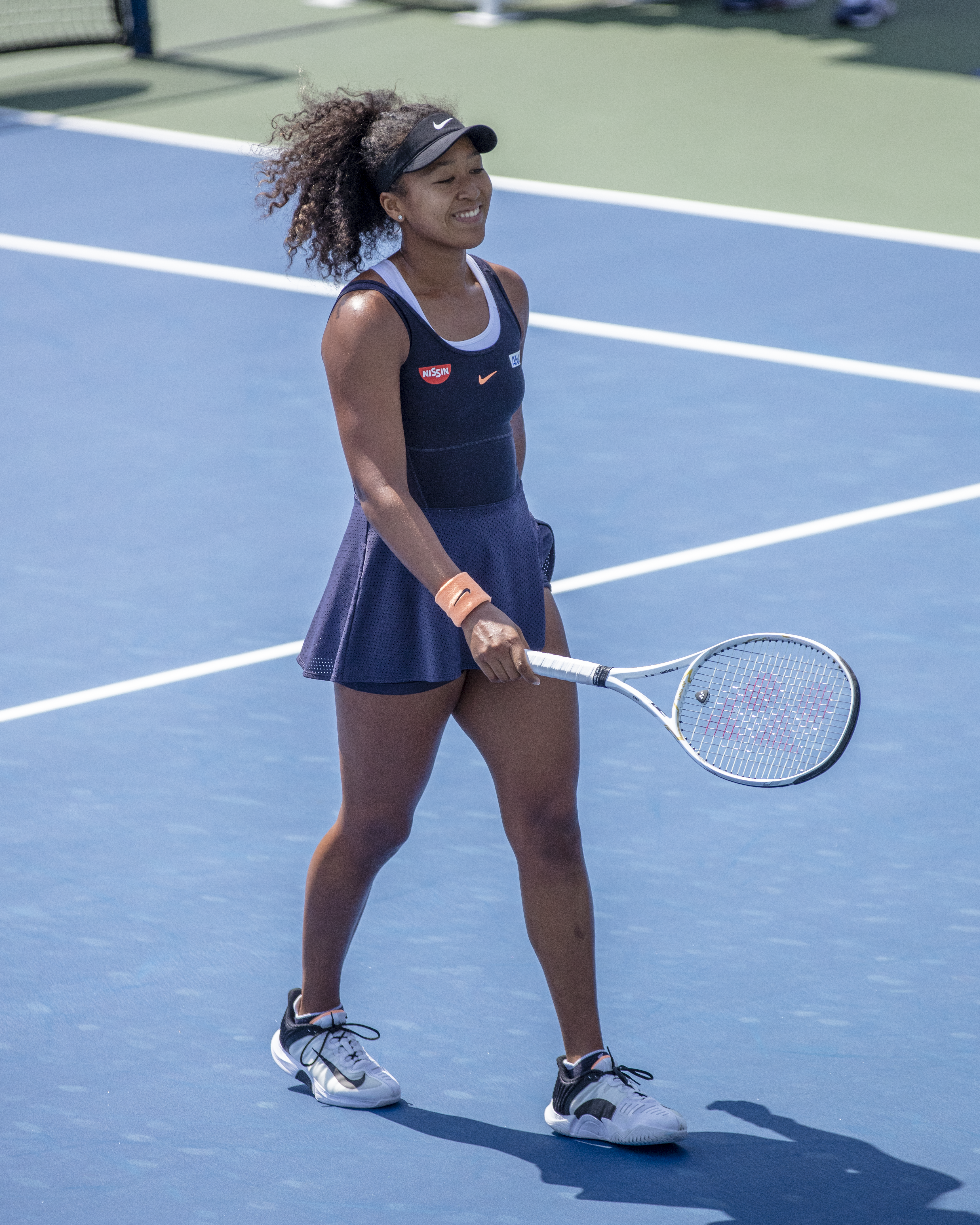
Naomi Ōsaka al Western & Southern Open 2020

Dopo la lunga pausa che il tennis mondiale si prende per la pandemia di COVID-19, il primo torneo a cui Ōsaka prende parte è il Western & Southern Open 2020 (disputato eccezionalmente a New York) e nei primi turni si impone in rimonta su Karolína Muchová, in due parziali su Dajana Jastrems'ka e ancora in rimonta su Anett Kontaveit. Dopo l'incontro annuncia il suo clamoroso ritiro dal torneo per protestare contro le continue violenze negli Stati Uniti ai danni della gente di colore e in solidarietà al movimento Black Lives Matter. Gli organizzatori appoggiano la sua presa di posizione e posticipano le semifinali di 24 ore. L'iniziativa degli organizzatori le fa cambiare idea e si presenta alla semifinale che vince in due set su Elise Mertens. Si ritira quindi prima della finale con Viktoryja Azaranka per un infortunio al tendine del ginocchio.
Ai successivi US Open elimina nell'ordine Misaki Doi per 6-2, 5-7, 6-2, Camila Giorgi per 6-1, 6-2; Marta Kostjuk per 6-3, 6(4)–7, 6-2; la 14ª testa di serie Anett Kontaveit e Shelby Rogers entrambe con il punteggio di 6-3, 6-4. In semifinale si impone sulla sorpresa del torneo Jennifer Brady per 7–6(1), 3-6, 6-3 e in finale ritrova Viktoryja Azaranka, contro la quale vince in rimonta per 1-6, 6-3, 6-3, aggiudicandosi il suo secondo US Open e il terzo Slam in carriera su altrettante finali disputate. Durante il torneo rinnova il suo appoggio alle proteste anti-razziste indossando ogni giorno una mascherina recante il nome di una delle vittime della violenza poliziesca. Al termine del torneo, per lei l'ultimo della stagione, risale alla 3ª posizione del ranking. A fine anno viene eletta "Atleta donna dell'anno" dall'Associated Press, raccogliendo 17 voti sui 35 totali assegnati da editori e giornalisti sportivi.

### 2021: quarto titolo Slam e ritiro dall'Open di Francia
Comincia il 2021 disputando il Gippsland Trophy di Melbourne, elimina Cornet, Boulter e Begu e rinuncia a giocare la semifinale contro Mertens a causa di un fastidio alla spalla. Agli Australian Open è la 3ª forza del seeding e nei primi tre turni sconfigge senza perdere alcun set Pavljučenkova, Garcia e Jabeur; negli ottavi sfida per la prima volta in carriera la testa di serie n° 14 Garbiñe Muguruza e ha la meglio al terzo set dopo aver recuperato da uno svantaggio di 4-6 0-2 e aver annullato 2 match point. Nei quarti si impone su Hsieh Su-wei e in semifinale vince il suo terzo incontro su Serena Williams con lo score di 6-3, 6-4. Alla sua quarta finale Slam, la seconda nel major australiano, sconfigge Jennifer Brady con il punteggio di 6-4, 6-3 e conquista il suo quarto titolo dello Slam, il secondo a Melbourne. Grazie al risultato ritorna al n° 2 del ranking. Diventa la quarta tennista ancora in attività ad aver trionfato in almeno 4 prove del Grande Slam, assieme alle sorelle Williams e Kim Clijsters, e la terza giocatrice nell'era Open, dopo Monica Seles e Roger Federer, ad aver vinto le prime 4 finali major disputate.
Scende in campo a Miami e vince il match d'esordio contro Ajla Tomljanović per poi passare direttamente agli ottavi di finale grazie al forfait di Nina Stojanović. Si impone su Elise Mertens e cede a sorpresa nei quarti a Maria Sakkarī, interrompendo la striscia di 24 vittorie consecutive che durava da febbraio 2020 (esclusi i ritiri al Western & Southern Open 2020 e al Gippsland Trophy 2021). In maggio torna dopo 448 giorni di assenza sui campi in terra rossa a Madrid: al primo turno supera in 2 set Misaki Doi ma cede in tre parziali al secondo contro Karolína Muchová. All'Open di Francia supera Patricia Maria Țig e si ritira prima del secondo match a causa delle pressioni ricevute dagli organizzatori e della possibile squalifica dal torneo dovuta alla decisione di cancellare le conferenze stampa. Riceve una multa di 15.000 dollari e tramite i social network fa sapere che tornerà in campo a data da destinarsi.
Ritorna in campo a luglio alle Olimpiadi di Tokyo, nelle quali è anche la tedofora che accende il braciere olimpico. Inizia il torneo con i successi su Zheng Saisai e Viktorija Golubic e al terzo turno viene sconfitta da Markéta Vondroušová per 1-6 4-6. A Cincinnati, dopo un bye all'esordio; elimina in rimonta Coco Gauff e agli ottavi viene sorpresa in tre set da Jil Teichmann. Agli US Open, dove è la campionessa in carica, elimina all'esordio Marie Bouzková, approfitta del walkover di Danilović ed esce di scena al terzo turno per mano di Leylah Annie Fernandez, che si impone al terzo set. Nella successiva conferenza stampa, Ōsaka annuncia di volersi prendere una pausa dal tennis, e chiude in anticipo la stagione.

### 2022-2023: finale nel '1000' di Miami e temporaneo stop, la gravidanza

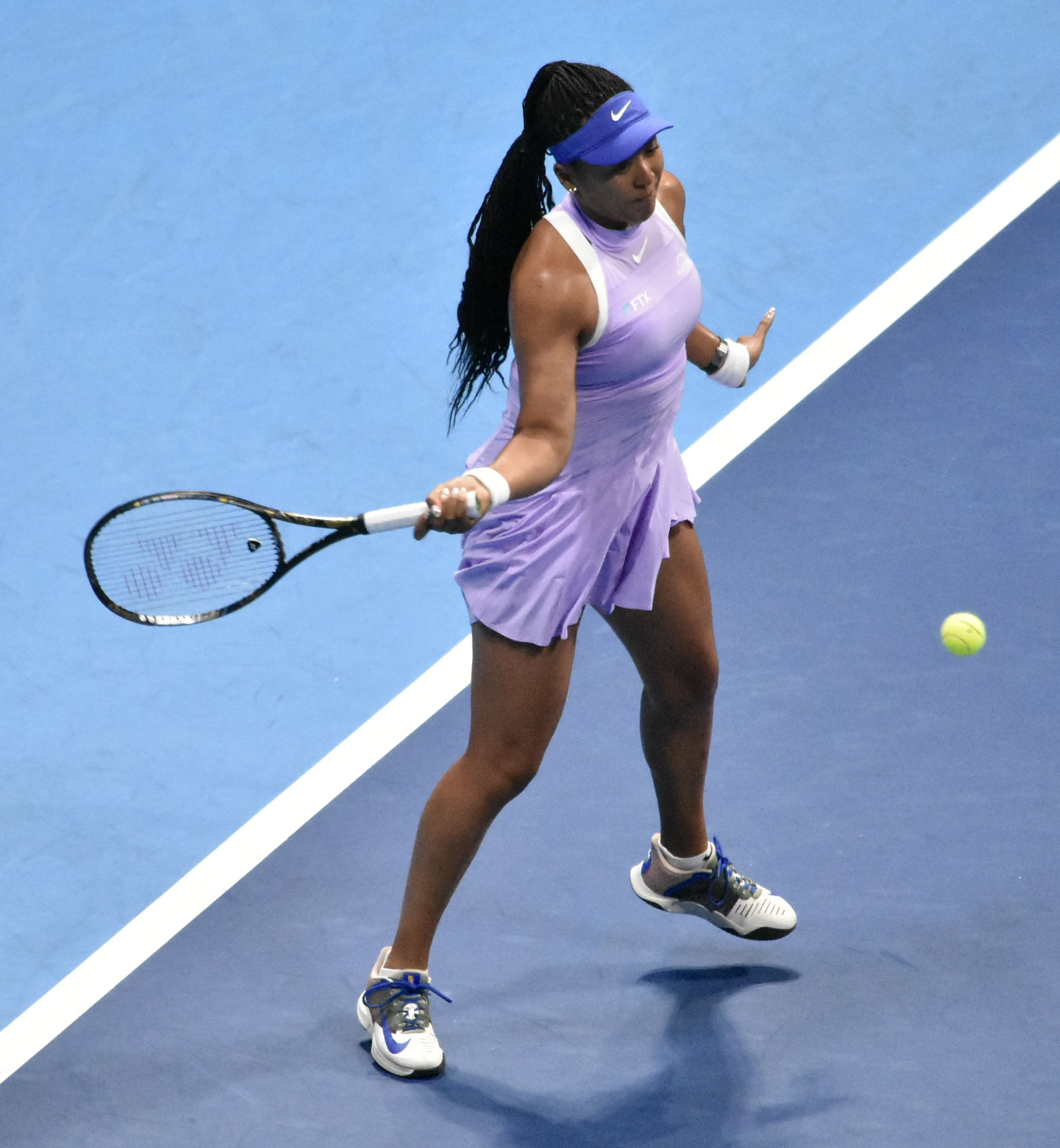
Naomi Ōsaka in azione nel 2022

Riprende a giocare al Melbourne Summer Set 1, dove è prima testa di serie. Supera nell'ordine Cornet, Zanevs'ka e Petković e raggiunge la sua prima semifinale dall'Australian Open 2021; non scende in campo nel match contro Veronika Kudermetova per un infortunio agli addominali. All'Australian Open, dove è campionessa in carica, elimina Osorio e Madison Brengle e viene sconfitta al terzo turno da Amanda Anisimova al tie-break del terzo set dopo aver sprecato due match point sul 5-4 nel terzo parziale. Scende così nel ranking alla posizione n° 85. Torna in campo a Indian Wells, al primo turno batte Sloane Stephens ed esce di scena al secondo per mano della n° 21 del seeding Kudermetova. A Miami, la giapponese arriva nei quarti di finale grazie ai successi su Sharma, Kerber, Muchová e Riske. Tra le ultime otto, si impone nettamente su Danielle Collins, raggiungendo la prima semifinale in carriera in Florida; nella circostanza, supera Belinda Bencic in rimonta e accede alla sua 12ª finale in carriera, la prima dall'Australian Open 2021. Nell'ultimo atto, perde la sua prima finale di categoria '1000', sconfitta per 4-6, 0-6 dalla n° 1 del mondo Iga Świątek, che con questo successo realizza il "Sunshine Double" (vittoria di Indian Wells-Miami). Grazie al risultato ottenuto, Ōsaka risale alla 35ª posizione mondiale.
Naomi torna in campo a Madrid: batte per 6-3 6-1 Anastasija Potapova al primo turno mentre, nel match successivo, perde col medesimo punteggio da Sara Sorribes Tormo. Non va meglio al Roland Garros, dove si arrende subito ad Amanda Anisimova. A giugno 2022, tramite un annuncio sui social, dichiara che non parteciperà a Wimbledon in quanto infortunata al tendine di Achille.
Inizia la stagione sul cemento allo Mubadala Silicon Valley Classic, dove viene sconfitta al secondo turno da Cori Gauff. Successivamente, viene eliminata al primo turno a Toronto (dove si ritira per un dolore alla schiena), a Cincinnati e allo US Open. In seguito a tali insuccessi, Osaka pone fine alla sua stagione tennistica. Salta poi l'intera stagione 2023 poiché incinta. In classifica esce pertanto dalla top 100.

### 2024: rientro nel circuito ed in top 60
Dopo 15 mesi di stop, Ōsaka prende parte come primo torneo dell'anno al Brisbane International, dove sconfigge al primo turno Tamara Korpatsch per 6-3 7-69 per poi venire estromessa da Karolina Pliskova per 6-3 64-7 4-6. Agli Australian Open, esce al primo turno per mano di Caroline Garcia. Anche al successivo torneo di Abu Dhabi si arrende all'esordio contro Danielle Collins (5-7 0-6). 
Nel torneo WTA 250 su terra rossa disputato a Rouen, in Normandia, viene battuta ai sedicesimi di finale da Martina Trevisan, col punteggio di 6-4 6-2. A Madrid, dopo il successo su Minnen, cede il passo a Ljudmila Samsonova in tre set. Nel successivo '1000' di Roma, supera in due parziali Burel, la n°20 del mondo Kostjuk e la n°10 del seeding Kasatkina (6-3 6-3), ottenendo le prime vittorie in carriera su top-20 sulla terra rossa. Negli ottavi di finale, si arrende a Qinwen Zheng. Successivamente, prende parte al Roland Garros: all'esordio, elimina Lucia Bronzetti in tre set, tornando a vincere una partita a livello Slam per la prima volta dallo US Open 2022. Nel match di secondo turno, sfida la n°1 del mondo Iga Świątek, ma esce sconfitta con lo score di 6(1)-7 6-1 5-7, non sfruttando un vantaggio di 5-2 e un match-point nel terzo set. 
In seguito disputa il Rosmalen Open: al primo turno si impone sulla quarta testa di serie Elise Mertens (6-2 6-4), vincendo il suo primo match su erba dal 2019. Sconfigge al secondo turno Suzan Lamens per poi venire estromessa al terzo turno da Bianca Andreescu. Partecipa dunque a Wimbledon, torneo che non disputa dal 2019: elimina al primo turno Diane Parry per 6-1 1-6 6-4 ma poi esce per mano di Emma Navarro. Alla fine del torneo si issa fino alla posizione 85 del ranking WTA. Prende poi parte al torneo olimpico di Parigi, dove si arrende subito ad Angelique Kerber, al suo ultimo torneo in carriera. 
Sul cemento americano, dopo un secondo turno a Toronto dove cede a Mertens, partecipa allo US Open e, al primo turno, batte la n°10 del mondo Ostapenko, tornando a vincere con una top-10 dopo oltre quattro anni dall'ultima volta. Nel round successivo, si arrende a Karolína Muchová (3-6 6(5)-7). 
Al China Open, Ōsaka raggiunge gli ottavi di finale grazie ai successi su Bronzetti, Putinceva e Volynets. Nel match valevole per i quarti di finale, è costretta al ritiro contro la futura campionessa Coco Gauff.
Termina la stagione al n°59 del mondo.

### 2025: finale ad Auckland e nel '1000' di Toronto, rientro in top 30
Ōsaka inizia l'anno ad Auckland. Batte Glushko, Grabher, Baptiste e Parks, tornando in una finale WTA dopo quasi tre anni dall'ultima colta a Miami. Nel match valevole per il titolo, dopo aver vinto il primo set per 6-4 contro la danese Tauson, è costretta al ritiro per un problema agli addominali. Grazie al risultato, rientra in top-50. Prende poi parte all'Australian Open: all'esordio, si prende la rivincita su Caroline Garcia, che l'aveva sconfitta all'esordio un anno prima a Melbourne. Al secondo turno, sconfigge Karolína Muchová, tornando ai sedicesimi di uno slam per la prima volta dall'Australian Open 2022. In tale circostanza, è costretta a un altro ritiro contro la rientrante Belinda Bencic, dopo aver perso il primo parziale al tie-break.

## Caratteristiche tecniche

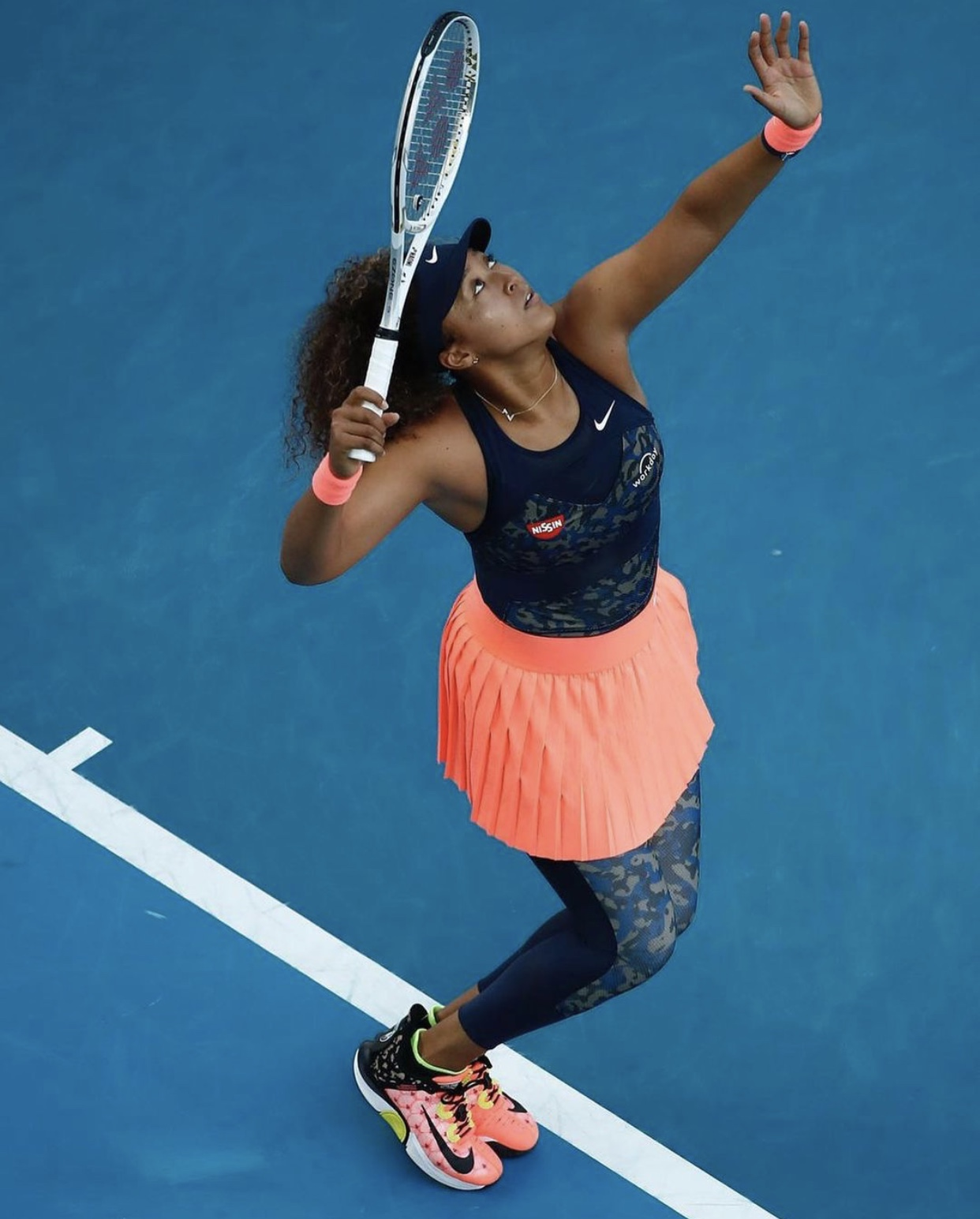
Naomi Ōsaka al servizio durante il vittorioso Australian Open 2021

È una giocatrice aggressiva e offensiva dalla linea di fondo. È particolarmente potente e predilige i colpi con il diritto, che già quando aveva 16 anni superavano i 160 km/h, ma è abile anche con il rovescio. Grazie alla sua altezza vanta un ottimo servizio che raggiunge anche i 200 km/h (125 mph). Ha tratto vantaggio dagli insegnamenti di Bajin, il suo coach del 2018 e inizio 2019, che aveva maturato esperienza come allenatore di una giocatrice potente come Serena Williams e l'ha aiutata a raffinare l'irruenza e l'approccio al gioco. Si è inoltre molto migliorata dopo una rinnovata forma fisica che le permette di avere una buona difesa e di imprimere forza anche nei colpi in allungo e in corsa.

## Sponsor ed equipaggiamento
Nel 2020 viene indicata dalla rivista Forbes come la sportiva più ricca al mondo, con 37,4 milioni di dollari incassati nel 2019 tra premi e sponsorizzazioni, superando il record detenuto da Marija Šarapova (29,7 milioni di dollari nel 2015) e spodestando Serena Williams che guidava la graduatoria da quattro anni. Nella classifica combinata maschile/femminile ha invece occupato la ventinovesima posizione, superata dai Big Three del tennis maschile Roger Federer (primo), Novak Đoković (ventitreesimo) e Rafael Nadal (ventisettesimo).
Dopo quattro anni di collaborazione con Adidas, nel 2019 ha firmato un contratto con Nike.
Utilizza la racchetta Ezone 98 del marchio nipponico Yonex.

## Statistiche

### Singolare

#### Finali del Grande Slam

##### Vinte (4)
| Anno | Torneo                         | Superficie | Avversaria in finale | Risultato        |
| ---- | ------------------------------ | ---------- | -------------------- | ---------------- |
| 2018 | US Open, New York              | Cemento    | Serena Williams      | 6–2, 6–4         |
| 2019 | Australian Open, Melbourne     | Cemento    | Petra Kvitová        | 7–6(2), 5–7, 6–4 |
| 2020 | US Open, New York (2)          | Cemento    | Viktoryja Azaranka   | 1–6, 6–3, 6–3    |
| 2021 | Australian Open, Melbourne (2) | Cemento    | Jennifer Brady       | 6–4, 6–3         |

#### Risultati in progressione nei tornei dello Slam
| Sigla | Risultato               |
| ----- | ----------------------- |
| V     | Vincitore               |
| F     | Finalista               |
| SF    | Semifinalista           |
| O     | Oro olimpico            |
| A     | Argento olimpico        |
| SF    | Bronzo olimpico         |
| QF    | Quarti di Finale        |
| 4T    | Quarto turno            |
| 3T    | Terzo turno             |
| 2T    | Secondo turno           |
| 1T    | Primo turno             |
| RR    | Round Robin             |
| LQ    | Turno di qualificazione |
| A     | Assente                 |
| ND    | Non disputato           |

| Legenda superfici    |
| -------------------- |
| Cemento              |
| Terra battuta        |
| Erba                 |
| Superficie variabile |

| Torneo                 | 2015 | 2016 | 2017 | 2018 | 2019 | 2020 | 2021 | 2022 | Titolo | V–S   |
| ---------------------- | ---- | ---- | ---- | ---- | ---- | ---- | ---- | ---- | ------ | ----- |
| Tornei del Grande Slam |      |      |      |      |      |      |      |      |        |       |
| Australian Open        | A    | 3T   | 2T   | 4T   | V    | 3T   | V    | 3T   | 2 / 7  | 24–5  |
| Open di Francia        | A    | 3T   | 1T   | 3T   | 3T   | A    | 2T1  | 1T   | 0 / 6  | 7–5   |
| Wimbledon              | Q1   | A    | 3T   | 3T   | 1T   | ND   | A    | A    | 0 / 3  | 4–3   |
| US Open                | Q2   | 3T   | 3T   | V    | 4T   | V    | 3T   | 1T   | 2 / 7  | 21–5  |
| Vittorie–Sconfitte     | 0–0  | 6–3  | 5–4  | 14–3 | 12–3 | 9–1  | 8–0  | 2–3  | 4 / 23 | 56–18 |

Note
- 1 Il ritiro prima del match del secondo turno non viene contata come una sconfitta o come una vittoria dell'avversaria.